# Saskia Stähler
Saskia Stähler (* 18. August 1972 in Siegen, Nordrhein-Westfalen) ist eine ehemalige deutsche Eiskunstläuferin.
Sie war zusammen mit ihrem Eistanzpartner Sven Authorsen zweifache Deutsche Meisterin im Eistanzen. Sie startete für die EG Siegerland. Trainer des Paares waren Christina Henke-Mades und Udo Dönsdorf. Saskia Stähler arbeitet heute als Zahnärztin in Horn-Bad Meinberg.

## Erfolge/Ergebnisse
mit Sven Authorsen

### Weltmeisterschaften
- 1991 – 19. Rang – München

### Europameisterschaften
- 1990 – 16. Rang – Leningrad
- 1991 – 13. Rang – Sofia

### Deutsche Meisterschaften Eistanz
- 1989 – 4. Rang
- 1990 – 1. Rang
- 1991 – 1. Rang

| Personendaten    | Personendaten               |
| ---------------- | --------------------------- |
| NAME             | Stähler, Saskia             |
| KURZBESCHREIBUNG | deutsche Eiskunstläuferin   |
| GEBURTSDATUM     | 18. August 1972             |
| GEBURTSORT       | Siegen, Nordrhein-Westfalen |